# Екотероризам
Екотероризам или еколошки тероризам је уништавање или претња уништавањем животне средине. Овај термин се примењује и на злочине извршене против компанија или владиних агенција с циљем да се спрече или омету активности које су наводно штетне по околину. Екотероризам подразумева претње контаминацијом водовода или уништавањем или онеспособљавањем енергетских постројења, као и претње употребе антракса. Још један облик екотероризма, који се често помиње као еколошки рат, састоји се од намерног и противзаконитог уништавања, експлоатације или модификације животне средине као стратегије рата или оружаног сукоба.